# مارتن ويلك
مارتن برادبوري ويلك (بالإنجليزية: Martin Bradbury Wilk)‏،(ولد في مونتريال، كندا في 18 ديسمبر 1922 وتوفي في يوربا ليندا، كاليفورنيا في 19 فبراير 2013) إحصائي كندي. تقلد منصب كبير الإحصائيين في كندا (Chief Statistician of Canada) بين 1980 و1985. إقترن إسمه بالاختبار الإحصائي المعروف باسم اختبار شابيرو ويلك، المستعمل في تأكيد فرضية التوزيع الطبيعي، والذي كان طوره بمعية الإحصائي الأمريكي صمويل شابيرو سنة 1965.

## حياته
حصل ويلك على شهادة البكالوريوس في الهندسة من جامعة مكغيل الكندية سنة 1945. اشتغل بين 1945 و1950 كباحث كيميائي ضمن مشروع الطاقة النووية التابع للهيئة الكندية لبحث العلمي. اشتغل لاحقا، بين 1951 و1955 كباحث وأستاذ مساعد في جامعة ولاية آيوا، وهناك حصل على شهادة الماجستير في الإحصاء، سنة 1953، ثم الدكتوراه في 1955.
اشتغل ويلك بين 1955 و1957 كباحث ومدير مساعد لمجموعة البحث في التقنيات الإحصائية داخل جامعة برينستون. بين 1959 و1963 عمل كأستاذ ومدير أبحاث في الإحصاء في جامعة روتجرز.
على المستوى المهني، تعاون مارتن ويلك مع مختبرات بل منذ 1956 ثم شركة إيه تي أند تي سنة 1970. في هذه الأخيرة، بلغ منصب نائب رئيس قطب التخطيط المؤسساتي.
تقلد بين سنتي 1980 و1985 منصب كبير الإحصائيين في كندا وهو عضو منتخب، منذ 1962، في الجمعية الإحصائية الأمريكية.
في 1999 كوفئ بوسام كندا من رتبة ضابط، لجهوده وأحماله في إرساء النظام الإحصائي الوطني الكندي.